# Tunel Będkowicki
Tunel Będkowicki – jaskinia w górnej części Wąwozu Będkowickiego będącego lewym odgałęzieniem Doliny Będkowskiej na Wyżynie Olkuskiej wchodzącej w skład Wyżyny Krakowsko-Częstochowskiej. Znajduje się we wsi Będkowice, w województwie małopolskim, w powiecie krakowskim, w gminie Wielka Wieś.

## Opis obiektu
Obiekt znajduje się w górnej części orograficznie lewych zboczy Wąwozu Będkowickiego, w skałach, które na mapie Geoportalu opisane są jako Lisi Mur. Jest to posiadająca strop skalna próżnia między skałami Lisiego Muru a wielkim, oddzielonym od niej blokiem skalnym. Powstała w późnojurajskich wapieniach skalistych i ma postać tunelu stromo opadającego z dwóch otworów południowo-zachodnich do większego otworu północno-wschodniego. Tunel jest suchy i w całości widny. Na jego spągu znajduje się gruz skalny, ziemia i liście. Na ścianach rozwijają się glony, mchy i porosty, a wewnątrz obserwowano kosarze i pająki.
Tunel prawdopodobnie znany był od dawna, jednak nie opisany w literaturze. Po raz pierwszy opisał go Jakub Nowak we wrześniu 2009 r. On też sporządził jego plan.

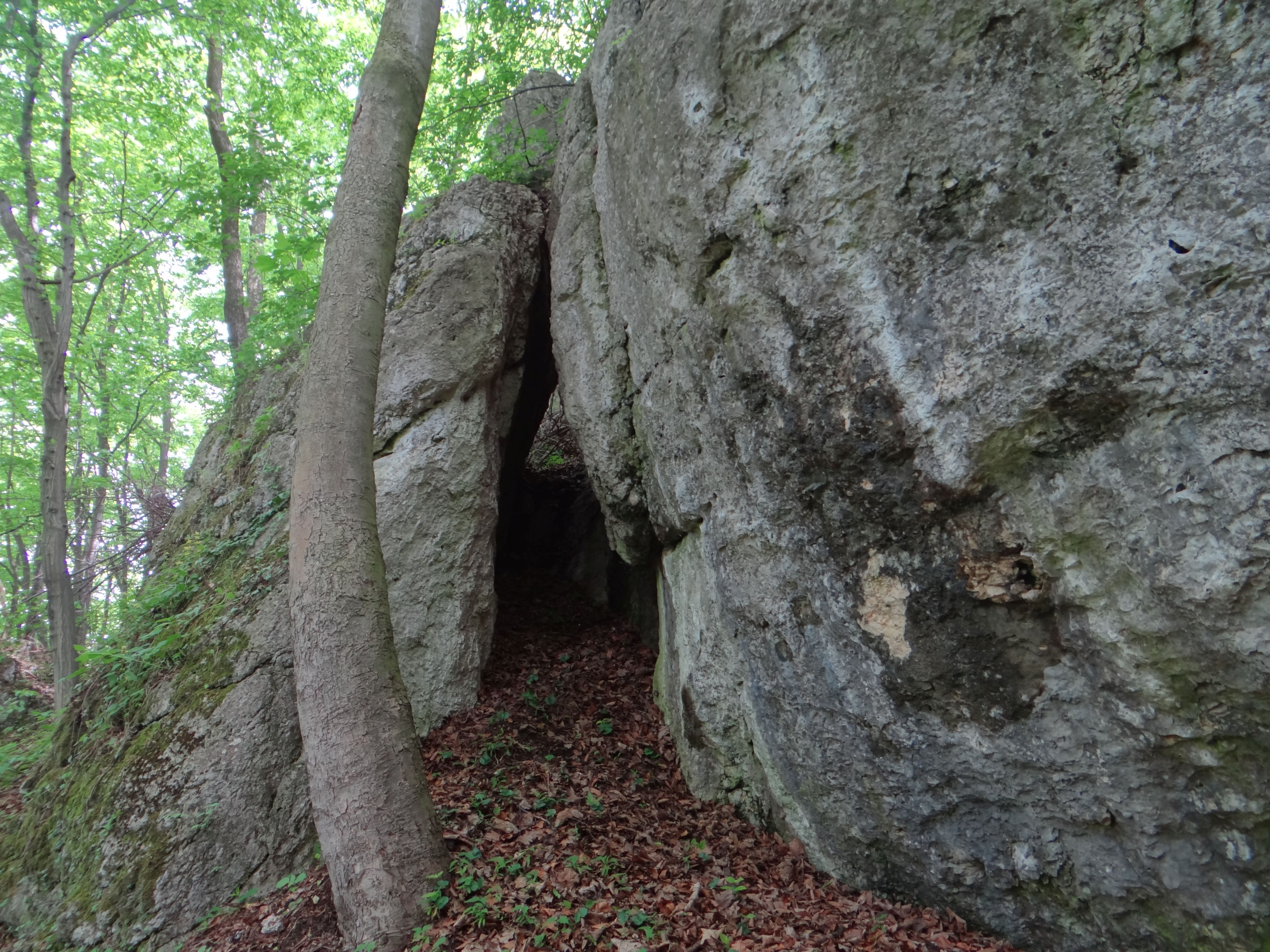
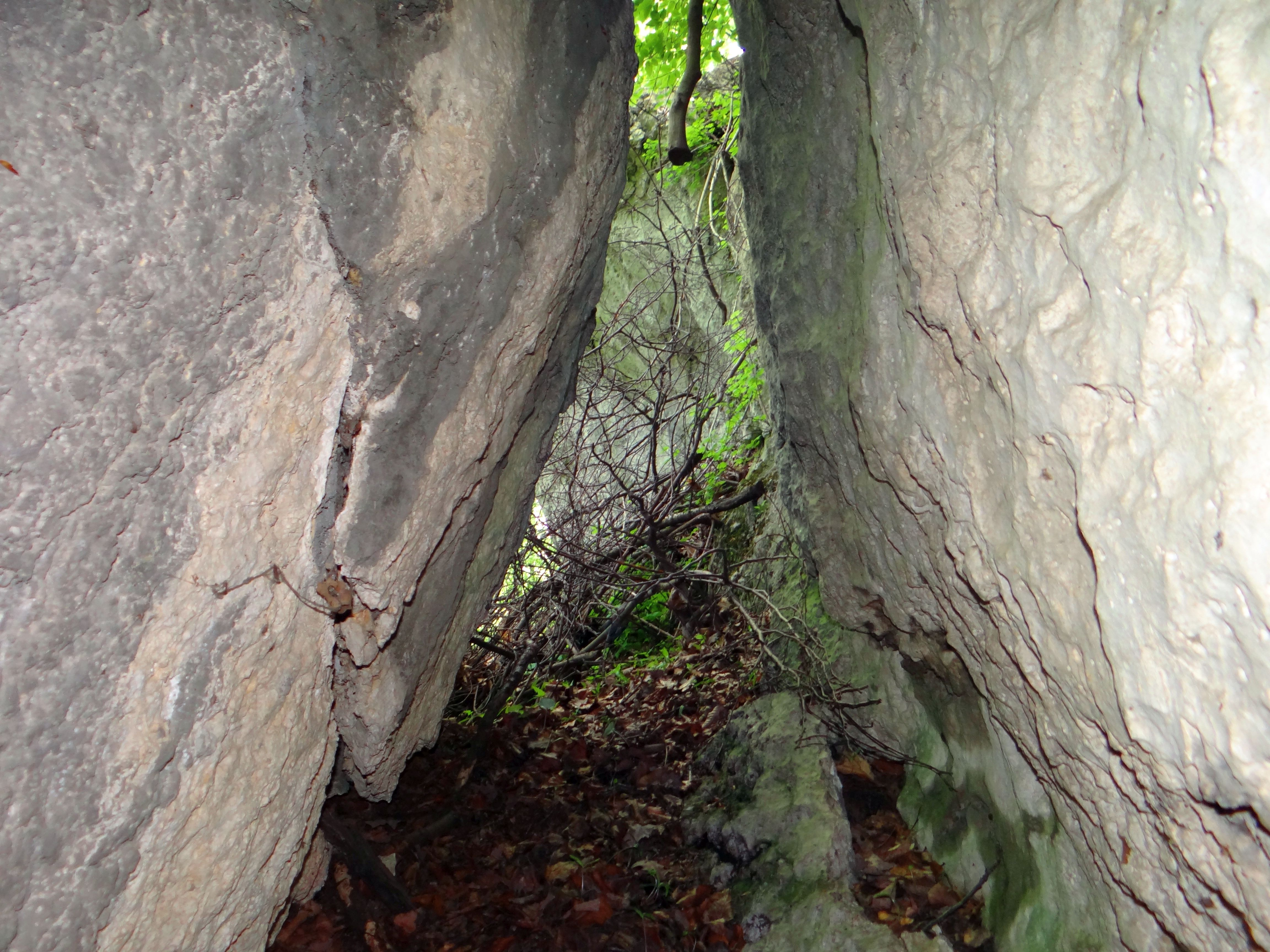

W niewielkiej odległości w skałach Lisiego Muru znajduje się jeszcze Jaskinia Będkowska, a w Wąwozie Będkowickim kilka dalszych: Grota Będkowicka, Komin Będkowicki, Okap Będkowicki, Schronisko nad Bramą Będkowską, Schronisko w Bramie Będkowskiej, Tunel nad Bramą Będkowską, Tunel za Iglicą w Wąwozie za Bramą Będkowską.